# Полезные ископаемые Албании
Полезные ископаемые Албании. Важнейшие полезные ископаемые - никелевые и кобальтовые железные руды, хромовые и медные руды, бурый уголь.

## Полезные ископаемые Албании состоянию на 1998-99 гг
| Полезные ископаемые    | Запасы         | Запасы | Содержание полезного компонента в рудах, % | Доля в мире, % |
| Полезные ископаемые    | Подтвержденные | Общие  | Содержание полезного компонента в рудах, % | Доля в мире, % |
| Боксит, млн т          | 12             | 15     | 40 (Al2O3)                                 |                |
| Железные руды, млн т   | 80             | 270    | 45                                         |                |
| Золото, т              |                | 10     | 2,5 г/т                                    |                |
| Кобальт, тыс. т        |                | 23     | 0,06                                       |                |
| Медь, тыс. т           | 725            | 1000   |                                            | 0,1            |
| Никель, тыс. т         | 1000           | 3000   | 1,4                                        | 2              |
| Нефть, млн т           | 18,1           |        |                                            |                |
| Природный газ, млрд м³ | 1,6            |        |                                            |                |
| Уголь, млн т           | 27             | 36     |                                            |                |
| Хромовые руды, млн т   | 8,6            |        | 32,17 (Cr2O3)                              | 0,2            |

## Отдельные виды полезных ископаемых

### Нефть
Месторождения нефти невелики и относятся к неогеновой моласовой депрессии в Приадриатической впадине. Залежи раскрыты в тортонских и сарматских отложениях на глубине от 250 до 1700 м. Все залежи литологически экранированы и принадлежат к зонам выклинивания среднемиоценовых отложений. Как правило, месторожд. содержат несколько нефтеносных горизонтов (продуктивная толща до 300 м). Нефть в осн. тяжёлая (плотность 935-1018 кг / м3), смолистая, с примесями серы, содержание которой иногда превышает 6% (Патос).

### Природный газ
Месторождения природного газа также невелики. Наиболее значительные из них - Дивьяка и Бубулима - принадлежат к пескам, песчаным мергелям и флишу среднего миоцена, а также к эоценовым известнякам.

### Природные битумы
Месторождения природных битумов - Селеница, расположенное восточнее Влера, относится к нижне-миоценовым и плейстоценовым отложениям. Основные горизонты, содержащие битум - алевритовые толщиной 2-3 м с тонкими линзами песчаников (плизанский ярус) и горизонт в астийском ярусе толщиной 7-38 м - составлены карбонатными алевритами, переходящими в глины и мелкозернистые песчаники. Общие запасы месторожд. около 2 млн т.

### Уголь
Албания располагает небольшими запасами ископаемого угля, гл. образом бурого. Большинство угольных месторожд. связано с миоценовыми молассами, некоторые - с отложениями впадин внутр. зон Динарид. Выделяются три основных угленосных района: Центральный, или Тиранский (м-ния Крраба, Приска, Мзёз-Дом, Гаюшу и др.), Южный (Мемалиай) и Юго-Восточный (Мборья, Дренова, Алярупи-Мокра). Уголь переходный от бурого к каменному с зольностью 7,6-18%, выходом летучих до 52%, низкой теплотой сгорания - 14,7-33,6 МДж / кг; склонен к самовозгоранию.

### Железо,никель,кобальт
Важнейшие месторожд. железо-никель-кобальтовых руд относятся к массивам ультраосновных пород - Кукес, Либраджи, Поградец и др. в зоне Мирдита, а также в районе Корче. В районе массива Кукес находятся известные месторождения: Трулье-Мамези, Гина-Домай, Враништи-Крума и др. В пластоподобных залежах коры выветривания выделяется нижняя безрудная часть толщиной 10-30 м, выше - зона обогащённых кремнием (окремнённых) и гарниеритовых пород толщиной от 1-5 до 10-12 м с содержанием Ni 0,6-2,6% (в среднем 1,3%); над зоной обогащённых кремнием пород залегает никель-содержащий лимонит мощностью 2-3 м, содержащий 0,8-1,2% Ni, 35-50% Fe, 0,04% Со и 1-2,5 % Cr. В районе Либраджи-Поградец находятся месторождения Мемелишти, Червенак, Худеништи, Радекинь, Котел (Поградецкая группа), Пишкаши-Скраска, Быстрица и др., - залегание никелевого лимонита мощностью до 20 м, протянувшееся более чем на 20 км. Руды этих месторожд. содержат никель 1-1,2%, железо 50-55%, кобальт около 0,06%, триокись хрома 3-4%, примерно по 5% глинозёма и кремнезёма. В районе Корче разведано месторожд. Битинска, геол. строение которого схоже с месторожд. массива Кукес. Здесь в горизонте окремнённых руд установлено содержание: никеля - 1,1-1,7%, железа - 12-17%, кобальта - 0,02-0,04%, триокиси хрома - 1-1,5%, кремнезёма - 33 -38%, оксида магния - 20-23%. Над обогащёнными кремнием рудами залегает горизонт никель-содержащего лимонита толщиной 2-4 м, по содержанию полезных компонентов аналогичен району Кукес.

### Хром
Месторождения высококачественного хромита встречаются в разных частях страны. Запасы хромовых руд (офиолитов), которые являются основным стратегическим сырьём страны, составляют около 37 300 тысяч тонн, из которых 29 200 000 т содержат 18-28% Cr2О3, 2 млн т - 38-42% Cr2О33 и 6100000 т - 4,2% Cr2О3. Многочисленные месторожд. хромовых руд относятся к ультрабазитовым массивам зоны Мирдита, распределяясь в Западном и Восточном офиолитовых поясах. Наиболее значительные из них относятся к поздне-немагматичному типу; реже встречаются сегрегационные залежи, небольшие по размерам. Запасы руд в залежах от сотен тонн до 5-7 млн т (Булькиза), контакты с содержащими породами обычно чёткие. Наибольшее промышленное значение имеют месторождения: Булькиза, Каме, Риген, Влахна, Калимаши, Суррой, Лягу-Джат, лягу-Фелл, Секна, Мемелишти, Райца и др.

### Металлы платиновой группы(МПГ)
Прогнозные ресурсы МГП Албании незначительны и составляют до 300 т (~ 0,6% мировых). Обнаружены в массиве Булькиза. Здесь отмечаются три типа ЭПГ-минерализации: 1) Ru + Os + Ir в мантийных хромититах с содержанием Pt 100-400, Pd <3, (Ru + Os + Ir) от 150 до 320 мг / т, 2) Pt + Ru = Os + Ir в хромититах верхней части мантийного разреза с содержанием Pt 100-490, Pd 33-330, (Ru + Os + Ir) от 450 до 1220 мг / т (аналог обогащённых платиной хромитов Квебека), 3) Pd-тип в дуните, связанный с сульфидами с содержанием Pt 550-2800, Pd 1600-5900 и (Ru + Os + Ir) от 45 до 110 мг / т. Представленные типы минерализации различны по формам нахождения ЭПГ. В первых двух ЭПГ присутствуют в основном в виде минералов платиновой группы (МПГ). В первом типе основные МПГ (%): лаурит (75), иридосмин (15), эрликманит (5), рутений (5). МПГ во втором типе включает также ирарсит и минералы платины: брегит, платарсит, сперилит. МПГ образуют мельчайшие включения в зёрнах хромита. В более 40 редких минералов, присутствуют также сульфиды Ru, Ir и Ni, Cu и Fe.
На месторождении Краста МПГ связаны, главным образом, с пентландитом, для которого отмечаются следующие примеси (масс.%): Ir - до 0,35 и Pt - до 0,28, Pd - 0,15 и Rh - 0,15 . В милерите из Красти также установлены иридий и платина: 0,37 и 0,25 мас. % соответственно.

### Медь
Месторождения медных руд расположены в основном в северной Албании, в округах Пука и Кукес. Месторождения медных руд приурочены преимущественно к вулканогенно-осадочным породам нижнего и среднего триаса и изверженным щелочным и кислым интрузивным породам нижнего структурного яруса зоны Мирдита. Запасы медно-сульфидных руд расположены в меридиональном рудном поясе центральной Мирдиты, где известен целый ряд месторождений с запасами руды, превышающими 3 млн т при содержании меди от 2 до 2,5 %. Крупнейшее в Албании месторождение этого типа — Мунелла, в сульфидных рудах которого наряду с цинком и медью содержатся также золото, висмут, галлий, германий, индий, олово, вольфрам и молибден. Месторождение имеет три типа руд: богатые массивные руды на контакте андезитов и риодацитов; штокверковые руды среди риодацитов; вкраплённые руды в андезитах. Халькопирит-порфиритовые месторождения (Рубика и др.) представлены согласованно залегающими пластоподобными залежами в вулканогенно-осадочных породах нижне-и среднетриасового периода. Рудные минералы — преимущественно пирит и халькопирит, а также борнит, сфалерит, гематит, магнетит и др. Содержание Cu — 2,5-4 %. Субвулканические медно-пиритные месторожд. (Спачи, Бари и др.) представляют собой мощные протяжённые зоны вкраплённого оруденения нижне- и середнетриасового возраста. Осн. рудный минерал — пирит, при подчинённом значении халькопирита и сфалерита. Содержание Cu в рудах — 1,8-2,1 %. Размеры рудных залежей значительны. Руды преимущественно медно-колчедановые и медно-пиритные, включают золото (2-3 г / т руды). В богатых медно-цинковых рудах золото образует мелкие включения в сульфидах. Сфалерит этих руд характеризуется высоким содержанием индия (до 0,4 мас%) и галлия.

### Бокситы
Небольшие залежи высококачественных бокситов обнаружены в Албанских Альпах и зоне Круя. В Северо-Албанских Альпах в районе Вальбоны бокситы залегают в триасовых отложениях между известняками ладинского и мергелистыми известняками карнийского ярусов. В зоне Круя бокситы образуют линзы толщиной несколько метров. Бокситы преимущественно красные, реже - белые с оолитовой текстурой.

### Другие полезные ископаемые
Во многих районах Албании известны аллювиальные россыпи с повышенным содержанием циркона, рутила, ильменита. Кроме того, обнаружены небольшие месторождения хризотил-асбеста (Фуша-э-Аресит и др.), фосфатных известняков (Фуше-Барда, Нивика и др.), магнезита (Гомсике, Лучане, Катьели, Воскопое и др.), кам. соли - Думра и Дельвина. На терр. Албании выявлены, разведаны и используются залежи песков, глин, цементного сырья, а также термальные и минеральные источники.